# Витези кнеза Лазара
Витези кнеза Лазара је историјски роман српског књижевника Славомира Настасијевића, објављен 1962. године. Догађаји описани у роману обухватају период српске историје од битке на Марици (1371)  до боја на Косову (1389).

## Ликови
Поред историјских личности (кнеза Лазара, Николе Алтомановића, Вука Бранковића, Влатка Вуковића, Реље од Пазара) које су покретачи и носиоци крупних историјских збивања која су описана у роману - распад Српског царства и прве борбе са Турцима - писац је у своје дело унео већи број неисторијских, измишљених ликова - слугу, себара и простих ратника - помоћу којих је оживео дух времена и средњовековног српског друштва. Сви јунаци косовског боја који се помињу у народним песмама косовског циклуса описани су у роману као историјске личности, иако многе историја није забележила (Ивана Косанчића, Топлицу Милана, Павла Орловића), а има и више потпуно измишљених, али уметнички успелих ликова (Лазарев побратим Боровина Вукашиновић, себар-стрелац Митар Дангуба, путујући минстрел Онесикрит Византинац, тамничар Дебели Мршевић, витез Црни Гаврило, Тома и Достана Алтомановићи) чији међусобни односи, дијалози и доживљаји, иако неисторијски, веродостојно приказују друштвене односе, обичаје и начин живота у средњовековној Србији.